# ملاقات با مردمان برجسته
ملاقات با مردمان برجسته (به انگلیسی: Meetings with Remarkable Men) قسمت دوم فیلم سه‌گانهٔ همه و همه چیز است که نویسنده آن جورج ایوانویچ گورجیف است. این کتاب زندگینامهٔ خود نویسنده است که اول بار در ۱۹۶۳ به چاپ رسید و داستان بزرگ شدن گورجیف جوان را در دنیایی بازگو می‌کند که میان تجربه‌های توضیح‌ناپذیر او و علوم در حال رشد نوین شکاف خورده بود.

## داستان
کتاب قالب خاطرات گورجیف دربارهٔ "مردمان برجستهٔ " گوناگونی را که او ملاقات کرده با شروع از پدرش به خود می‌گیرد. این افراد کشیش ارمنی پوگوسیان، دوستش سولوویو، شاهزاده لوبوودسکی، شاهزاده‌ای روسی با علائق متافیزیکی و نه تن دیگر و یک سگ را دربرمی‌گیرد.
در جریان توصیف این شخصیت‌ها گورجیف داستان آنها را در داستان سفرهای خودش می‌آورد و از این گذشته، به متنها یا استادان روحانی در سرزمین‌های گوناگون (بیشتر در آسیای مرکزی) هم در میان داستان آنها اشاره می‌کند. گورجیف این گروه را «جویندگان حقیقت» می‌نامد.
بیشتر آنها در واقع حقیقت را در قالب سرنوشت معنوی مناسبی می‌یابند. فلسفهٔ متضمن این گفته که مردم در کل زندگی خود را در خواب سپری می‌کنند، نسبت به خود آگاه نیستند، و بنابراین مانند ماشین رفتار می‌کنند و تابع علت‌ها و فشارهای بیرونی هستند. از این گذشته، یکی از ارزیابی‌های اصلی این داستان بلند این است که مردمان دورانهای گذشته، نسبت به مردمان امروز در شرایط بیرونی مناسب‌تر و سطوح درونی عالیتری زندگی می‌کردند. به هماهنگی‌های نهانی بسیار دیگری هم توجه یا اشاره می‌شود.
این ادعاهای در ستیز با باورهای نوین به عده‌ای الهام بخشید تا بپرسند این اثر تا چه اندازه زندگی‌نامه‌نویسی است. برای نمونه، گورجیف ادعا می‌کند که اول بار حماسهٔ گیلگمش را به صورت حماسه‌ای شفاهی شنیده که پدرش از روی حافظه می‌خوانده، ادعا می‌کند که با انجمن‌های گوناگون برادری از جمله انجمن برادری سارمونگ تماس یافته، نقشهٔ «پیش از شن مصر» را نسخه‌برداری کرده و شاهد شمار زیادی معجزهها و پدیده‌های راز و رمزگرا بوده‌است. در حال حاضر گروهی راز و رمزگرا از افرادی که به شکلی آزاد با هم ارتباط دارند و به آنچه «کار» نامیده می‌شود و بخش عملی آموزه‌های گورجیف است می‌پردازند. به گونه‌ای می‌توان گفت که بسیاری از صحنه‌سازی‌ها در کتاب ملاقات نمادین یا «داستانهایی آموزنده» است.